# Wet rechtspositionele voorzieningen rampbestrijders
De Wet rechtspositionele voorzieningen rampbestrijders is een Nederlandse wet die vastgesteld is in 1992. Doel is enkele rechtspositionele voorzieningen te treffen voor hen die zich voorbereiden op, deelnemen aan of hebben deelgenomen aan de bestrijding van een ramp in buitengewone omstandigheden. Een rampbestrijder is iemand die in dienstverband of als vrijwilliger werkt bij een gemeentelijke of regionale brandweer, een basisgezondheidsdienst, een ambulancedienst, bij het Nederlandse Rode Kruis of andere erkende instelling op hulpverleningsgebied. De burgemeester kan ook anderen aanwijzen tot rampbestrijder.

## Uitkeringen
De wet voorziet onder bepaalde voorwaarden in het verstrekken van uitkeringen door het Ministerie van Binnenlandse Zaken en Koninkrijksrelaties aan rampbestrijders of hun nabestaanden.

### Uitkering bij ziekte
Een zogenoemde ziekengelduitkering rampbestrijder, kan worden verstrekt aan rampbestrijders die tijdens of binnen zes maanden na het beëindigen van het werk als rampbestrijder ziek worden of een gebrek oplopen waarvan de oorzaak ligt in de uitvoering van de rampbestrijding. De aanvraag moet binnen een jaar na het begin van de ziekte of het gebrek worden ingediend.
De uitkering bedraagt 100 tot 80 procent van het laatst genoten inkomen voor de ramp en kan doorlopen tot men 65 jaar wordt. Een beroep op de uitkering kan alleen gedaan worden als een andere wettelijke regeling (bijvoorbeeld de Ziektewet) of de eigen arbeidsvoorwaarden niet voldoende is. 

### Uitkering bij invaliditeit
Na afloop van de uitkering bij ziekte kan door de minister bij blijvende invaliditeit een uitkering worden verstrekt die gerelateerd is aan het laatst genoten inkomen voor de ramp en qua hoogte afhankelijk is van de mate van invaliditeit.  

### Uitkering bij overlijden
Het ministerie verstrekt ook op aanvraag een weduwen- en wezenuitkering. De uitkering bedraagt voor weduwen 50 procent van het laatst genoten inkomen voor de ramp en loopt door tot de weduwe 65 jaar wordt. De uitkering bedraagt voor wezen maximaal 20 procent per kind van het laatst genoten inkomen voor de ramp tot men 21 wordt. Weduwen en wezen samen ontvangen nooit meer dan 70% van het laatst genoten inkomen voor de ramp.

### Overige voorzieningen
De minister kan aan rampenbestrijders een vergoeding toekennen voor aan de ramp te relateren:
- ziektekosten
- vermindering of verlies van lichaamsfuncties
- loon- of inkomstenderving
- schade aan goederen die niet elders geclaimd kan worden

## Kosten en middelen
In 2002 zijn de jaarlijkse administratieve lasten van deze wet onderzocht. Die bedroegen destijds
6.195 uren en € 2.301.000. Uiteraard zullen deze lasten snel oplopen als er een grote ramp zich voltrekt waarbij veel rampbestrijders aan gevaren worden blootgesteld.